# Baysonghor Mirza
Baysonghor Mirza o Baysunkur Mirza (Hisor, 1477/1478 - riu Audaj, 1499) fou un príncep timúrida, net d'Abu Said ben Muhammad ben Miranshah ben Timur. Era fill de Sultan Mahmud Mirza, sultà de Samarcanda (1494-1495) i d'Hisor (1497-1499) encara que algunes versions el fan erròniament nebot d'aquest i fill de Sultan Ahmad Mirza (germà de Sultan Mahmud) de Samarcanda (1469-1494). Era més jove que el seu germà Masud Sultan Mirza que va regnar a Hisor. El seu pare li va concedir el govern de Bukharà, en una data entre l'agost i el desembre de 1494, però quan el gener de 1495, a la mort de Mahmud Mirza, els begs van decidir portar-lo a Samarcanda i proclamar-lo sultà les dues jurisdiccions van quedar unides per un any fins que la rebel·lió dels Tarkhan (1496) va separar altre cop de facto a Bukharà de Samarcanda. Va lluitar pel tron amb el seu germà Masud Sultan Mirza (1495-1499) i en fou desposseït temporalment per Baber a l'estiu del 1497, i quan es va retirar (novembre de 1497) va passar a un altre germà, Ali Mirza (novembre de 1497). Va poder recuperar el poder a Hisor (perduda pel seu germà Masud el 1497) amb ajut del beg Khusraw Shah, però el va perdre en ser traït per Khusraw que el va executar.

## Biografia

### Ascens al poder i primers desafiaments
El seu pare li va concedir el govern de Bukharà, en una data entre l'agost i el desembre de 1494. A la mort del seu pare el gener del 1495, l'emir Khusraw Shah, que havia esdevingut l'home més influent a l'estat, es va apoderar de part del tresor. Quan es va saber el poble de Samarcanda va sortir al carrer així com els soldats i es va produir un tumult. L'emir Ahmad Hajji Beg i els begs tarkhanis van sufocar l'aldarull i van escortar a Khusraw fora de la ciutat cap a Hisor (on exercia el govern de Kunduz). El govern de Hisor havia estat concedit pel pare un temps abans a Masud Sultan Mirza, mentre el seu germà Baysunkur Mirza (Baysonghor Mirza) rebia Bukharà; els dos prínceps havien estat enviats als seus governs i no havien tornat a Samarcanda ni hi eren presents a la mort de Mahmud.
Els emirs de Samarcanda, després d'apartar Khusraw Shah, van acordar enviar a Baysunkur o Baysonghor Mirza des de Bukharà a Samarcanda i posar-lo al tron. Així es va fer i Baysonghor fou proclamat als 18 anys. En aquell moment el seu cosí Baber governava a Andijan excepte a Khujand que se'n havia separat el 1494 passant a Sultan Ahmad Mirza (juny-juliol 1494), a Sultan Mahmud Mirza (juliol 1494 a gener 1495) i ara a Baysunkur.

### Confrontacions militars i consolidació territorial
Mahmud Khan de Mogulistan a petició de Junayd Barlas i alguns notables de Samarcanda va decidir ocupar la ciutat i va dirigir el seu exèrcit cap allí arribant a Kan Bai o Kan-bai. Baysunkur va reunir una força i el va anar a trobar i es va lliurar la batalla de Kan-bai. Haidar Kukuldash, cap de l'exèrcit mogol, va resultar mort i l'exèrcit mongol es va desbandar i va ser completament derrotat; molts foren fets presoners i decapitats en presència de Baysunkur. Després d'aquesta victòria el governador d'Isfara, que depenia d'Andijan, Ibrahim Sdru, va llegir la khutba en nom de Baysunkur. Isfara fou recuperada per alguns emirs de Baber: Ahmad Tambal i Muhammad Dost Taghai; la fortalesa va resistir un setge de 40 dies fins que va caure el juny de 1495. Llavors Baber va aprofitar l'oportunitat per recuperar Khujand on el governador Abd al-Wahhab no va oferir resistència.
Mahmud Khan era llavors a Shahrukhia i Baber hi va anar per una reconciliació i va renovar l'antiga amistat. A l'hivern Baber va atacar Ura-Tepe que governava Ali Sultan Mirza per compte del seu germà Baysunkur. La va ocupar, i Ali Sultan va fugir, però els habitants havien retirat tot el gra i va haver de tornar a Andijan i Baysunkur va recuperar la ciutat. Muhammad Husayn Kurkan Dughlat fou nomenat governador i la va conservar fins al 1503.

### Revolta dels Tarkhanis (1496)
El mes de ramadà de 901 (maig 1496) els tarkhanis es van revoltar a Samarcanda. Baysunkur afavoria als begs d'Hisor, amb els que havia tractat més, sobre els de Samarcanda, afavorint especialment a Shaykh Abd Allah Barlas, els fills del qual eren íntims del sultà. Darwish Muhammad Tarkhan va sortir de Bukharà i va anar a Karshi on va agafar a Ali Sultan Mirza i el va portar a Samarcanda i el va proclamar sultà. Baysunkur va quedar com un virtual presoner a l'anomenat Nou Jardí; va fugir amb els seus fidels i es va refugiar a la casa del cap religiós Khwajaki Khwaja d'on els tarkhanis no el podien desallotjar per l'alta dignitat del personatge. Uns dies després el Khwaja i alguns emirs es van revoltar i van acorralar a Ali Sultan Mirza i als tarkhans a la ciutadella; no va resistir ni un dia; Muhammad Mazid Tarkhan, un dels caps dels tarkhans locals, va fugir cap a Bukharà. Ali Sultan Mirza i Darwish Muhammad Tarkhan foren fets presoners. Aquest fou executat i el primer cegat, però sigui per voluntat del metge que va posar el ferro roent prop dels ulls o per alguna altra raó no va quedar cec; pensant que si ho estava (ell no va dir res) fou deixat lliure i es va refugiar a casa del Khwaja Yahya i al cap de pocs dies es va reunir amb els tarkhans de Bukharà que de fet es van constituir en una govern separat de Samarcanda. Els fills de l'antic gran Khwaja Ubaydallah es van dividir, i el gran Khwajaki Khwaja (Muhammad Ubayd Allah) fou partidari de Baysunkur mentre Khwaja Yahya fou partidari d'Ali Sultan. Khwaja Yahya es va reunir als pocs dies amb Ali Mirza a Bukharà.
Baysunkur Mirza va marxar amb el seu exèrcit a Bukharà i en acostar-se Ali Sultan Mirza va sortir de la ciutat disposat a la batalla; aquesta fou curta i Ali Sultan va guanyar i alguns emirs de Baysunkur com Ahmad Hajji Beg (així com molts soldats) foren fets presoners i molts executats (vers finals de juny o començaments de juliol de 1496). Aquesta derrota va despertar a Masud Sultan i a Baber, que aspiraven ara a dominar Samarcanda. El mateix va pensar Khusraw Shah que havia quedat lliure de l'amenaça de Husayn Baykara que l'havia atacat sense èxit però ja s'havia retirat a Shahr-i Sabz. Amb l'habitual suport del seu germà Wali Beg, les forces de Khusraw, al servei nominal de Masud Sultan Mirza d'Hisor, van assetjar Samarcanda, mentre Baber també marxava contra la ciutat. Durant les operacions que van durar entre tres i quatre mesos, Ali Sultan va enviar a Khwaja Yahya a oferir a Baber un acord de pau; Baber es va retirar i Ali Sultan va fer el mateix; com que s'acostava l'hivern i a Samarcanda no hi havia escassedat, Baber va decidir retornar a Andijan i Ali Sultan va tornar a Bukharà. Masud Sultan, que a més de Samarcanda volia a la filla de Shaykh Abd Allah Barlas, la va aconseguir i llavors també va tornar a Hisor.

### Lluita pel control de Samarcanda
Aquell hivern la situació de Baysunkur va millorar; amb alguns begs uzbeks al seu servei com Mahdi Sultan, va derrotar a un contingent de tropes d'Ali Sultan. Era una victòria menor però això va aixecar la moral de Baysunkur i de la gent de Samarcanda i un nou exèrcit fou aixecat contra Ali Sultan. Però l'atac a Bukhara d'alguns begs va fracassar. Ali Sultan i Baber van fer un pacte pel qual l'estiu següent els dos atacarien Samarcanda. El maig Baber va sortir d'Andijan i les tropes de Baysunkur que els van veure es van retirar; Baber va arribar a un lloc anomenat Shiraz que pertanyia a Qasim Beg Duldai en qualitat de darogha, que es va rendir. L'endemà Baber era a Samarcanda. Baber va arribar a Karabulagh (Qara-bulaq) i va travessar el riu Zarafshan, fins a arribar al lloc de Yam. D'alli van passar a Khan Yurti (la Tenda del Khan) una mica a l'est de Samarcanda on van restar uns 45 dies, amb alguns enfrontaments menors amb els defensors. Baysunkur va enviar a buscar ajut a Shaybani Khan diverses vegades però no va arribar. Finalment Baber va entrar a la ciutat (en una data no precisada de novembre (després d'un setge de set mesos). Baysunkur, amb 200 o 300 homes, va fugir cap a la ciutat de Turkestan (Yasi) i després cap a Kunduz amb Khusraw Shah. Quan era prop de Tirmidh fou atacat pel governador d'aquesta (per compte de Masud) Sayyid Husayn Akbar (parent i confident de Masud Sultan Mirza d'Hisor); Baysunkur va poder passar el riu i fugir però Mirim Tarkhan, un dels nobles que l'acompanyava es va ofegar i la reste foren capturats. Quan va arribar a Kunduz fou ben rebut per Khusraw. A finals de novembre Baber entrava a la ciutadella de Samarcanda on estaven els nobles locals.
Per manca de botí els seus homes se'n tornaven a casa a Andijan (Vall de Fergana); un dels caps militars principals era Sultan Ahmad Tambal, darrerament situat a una mena d'estat major de Baber. Retornat a Andijan, Tambal va conspirar amb Awzun o Auzun Hasan, que Baber havia deixat encarregat del govern (junt amb Ali Dost Taghai) en la seva absència. Els dos homes van intentar convèncer a Baber de donar el govern d'Andijan i Akhsi al seu germà Jahangir Mirza, una personalitat més dèbil que podrien dominar fàcilment. Quan Baber va refusar la petició dels dos homes, aquesto van aixecar un exèrcit que va anar d'Akhsi, on era Tambal, fins a Andijan, i van assetjar la fortalesa on Ali Dost Taghai estava disposat a resistir. La mare i l'àvia de Baber, i diversos caps religiosos, eren a la ciutadella. Just en aquell moment Baber es va posar malalt i durant 4 dies no va poder ni parlar; mentre estava així va arribar un missatger dels rebels que va veure com estava de malalt Baber, i al retorn a Andijan va informar de la situació, però al mateix temps també ho va fer saber a Ali Dost Taghai amb el que a aquest només li quedava l'opció de rendir-se; al mateix moment que passava això Baber ja s'estava recuperant i al cap de poc més de tres mesos de la conquesta de Samarcanda fou forçat a abandonar-la el febrer de 1498 per anar a Andidjan. Quan va arribar a Khudjand es va assabentar que la fortalesa s'havia rendit i d'altra part els pocs homes que havia deixat a Samarcanda havien perdut el control davant de Sultan Ali Mirza. El poder efectiu a Samarcanda de fet va quedar en mans de Khoja Yahya (o Khoja Muhammad Yahya), fill d'Hodji Ahrar (Khwaja Ubaydallah), els ancestres del qual ja exercien el càrrec de Shaykh al-Islam a la ciutat feia quatre-cents anys. El poder a Andijan havia passat a Jahangir Mirza i de fet a Auzun Hasan i Ahmad Tambal. Baber es va quedar a Khudjand; Mahmud Khan va acceptar atacar Andijan i va envair el territori, però fou frenat per la resistència a Akhsi. Sultan Muhammad Khanika (fill de Mahmud) i el seu guardià Ahmad Beg, foren enviats a Baber amb 5.000 homes però quan anava a atacar, els uzbeks van atacar el kanat de Mogulistan i les forces de Mahmud es van haver de retirar. Baber va tornar a demanar ajut i el Khan va nomenar a Sayyid Muhammad Husain (Doghlat), Ayub Bogchik i Jan-Hasan Barm per reunir-se amb Baber amb uns 7.500 homes. Amb aquest suport va intentar ocupar Andijan però els mongols van abandonar l'exèrcit perquè era el temps de la recollida de melons.
Mentrestant, Khusraw Shah, acompanyat de Baysunkur Mirza, va sortir a la primavera de Kunduz cap a Caghaniyan; va enviar un missatge a Hisor per a Masud Mirza en què li demanava que anés a prendre Samarcanda i que si ho aconseguia governaria allí i un altre membre de la dinastia hauria d'agafar el tron a Hisor; precisament en aquell moment Masud estava en mala posició davant els begs d'Hisor perquè havia concedit massa favors a Shaykh Abd Allah Barlas, que era el seu sogre i li havia donat el districte de Khuttal o Khuttalan i altres concessions; molts begs van deixar el seu servei. Veient a Khusraw com un aliat, Masud no el va témer i així el beg va poder ocupar el Caghaniyan i rodejar Hisor, derrotant a la guarnició i entrant a la ciutat. Masud va fugir a Khuttal amb el seu sogre; pel camí va travessar el riu Aubaj i es va presentar als dominis d'Husayn Baykara entrant per la zona de Balkh. Mentre Khusraw Shah va decidir posar a Baysunkur al tron d'Hisor, i va concedir el Khuttal al seu germà Wali Beg. Al cap d'uns dies es va dirigir a Balkh on Ibrahim Husayn Mirza que era el seu governador (fill de Husayn Baykara d'Herat), romania amb diversos begs del seu pare. Khusraw i Baysunkur van iniciar el setge però no van aconseguir res. Mentre Wali Beg anava a assetjar Shabarghan i assolava la regió, però no va poder establir un setge regular i es va haver de conformar amb els saquejos dels pobles propers capturant 100.000 ovelles i 3.000 camells.
Masud Sultan Mirza va arribar a Herat amb la seva gent; va arribar al mateix moment que una força que venia d'Astarabad (on el fill de Baykara, Muhammad Husayn Mirza havia estat deposat) i això va frustrar un atac sorpresa a Herat de Badi al-Zaman i el beg Arghun, que davant d'aquestes forces es van haver de retirar cuita corrent. Masud fou ben rebut per Husayn baykara (del qual era el seu gendre), però al cap de poc temps, a instigació del beg Baqi, va marxar sense demanar autorització i es va presentar a Khusraw Shah.
Aquest per la seva banda ja tenia a la seva virtual cort a Baysunghur Mirza (ex sultà de Samarcanda) i darrerament a Miran Shah Mirza, fill d'Ulugh Beg II de Kabul (que s'havia revoltat contra el seu pare sense èxit amb suport dels hazares, però havia acabat expulsat per aquestos pels "seus actes inmoderats"). Alguns aconsellaven a Khusraw Shah matar als tres prínceps timúrides i llegir la khutba en nom propi, però Khusraw no ho considerava factible; però si que va optar per cegar a Masud. Aquest, després de perdre la vista, fou portat a Kish per alguns servidors que van intentar que fos acollit pel seu germà Ali Sultan Mirza de Samarcanda, però com que el clan d'Ali Sultan esdevenia amenaçador, van haver de fugir creuant el riu Aubaj i retornant amb Husayn Baykara d'Herat. Després Khusraw va enviar a Baysunkur a Hisor com a sultà i a Miran Shah Mirza el va enviar a Barman amb Sayyid Qasim per ajudar-lo.	
Mentre Baber seguia a Khudjand; va fer un intent cap a Samarcanda i un cap a Andijan, que no van reeixir. Però sembla que el govern d'Auzun Hasan i Ahmad Tambal no agradava als habitants; la ciutat de Marghilan, on tenia molta influència Muhammad Dost Taghai, es va sotmetre a Baber i li va jurar fidelitat. Hasan i Tambal van atacar 
Marghilan però llavors es va revoltar Hasan Dikcha a Akhsi i va cridar a les forces de Baber. Aquest a més va rebre llavors el suport d'alguns homes enviats per Mahmud Khan i alguns que abandonaven el servei d'Auzun Hasan i després d'una derrota parcial prop de Marghilan, Hasan i Tambal es van retirar en desorde cap a Andijan on havien deixat al front dels afers a Nasir Beg, marit de la germana d'Auzun Hasan. Al final de la primavera del 1499 Baber es va presentar a Andijan i Auzun Hasan va fugir a l'oest mentre Ahmad Tambal es va retirar a l'est a la fortalesa d'Auzkint. Baber va entrar a Andijan el juny de 1499; Auzun es va rendir a Akhsi i després de portar-lo amb la seva gent a Andijan se li va permetre marxar a Karatigin. Baber va exigir als soldats de Hasan que havien passat al seu servei, retornar alguns objectes que havien confiscat a seguidors de Baber i els soldats llavors es van negar i es van passar a Tambal. Aquest, així reforçat, va avançar llavors cap a Andijan, fin que va trobar un exèrcit dirigit per un oficial de Baber al riu Ailaish, a un dia a l'est d'Andijan, al que va derrotar. Llavors va avançar acompanyat de Jahangir Mirza i va agafar posicions a 3 km a l'est de'Andijan; va fer alguns atacs però sense establir un setge regular; en tres ocasions va atacar la ciutat però no va poder passar dels suburbis i al cap d'un mes es va retirar i es va dirigir a Osh que estava fortament defensada, i llavors cap al nord. Va establir una guarnició a Madu (moderna Mady, a la ruta entre Osh cap a Kaixgar) però aquesta fou ocupada per Baber; els dos exèrcits es van posar un enfront l'altra a Ab-i Khan. Tambal va fer un simulacre de tornar a atacar Andijan però Baber que havia agafat posicions en que no podia ser vist el va sorprendre i el va derrotar a Khuban.
Khusraw Shah havia planejat atacar altre cop Balkh el 1499 i va convidar a Baysunkur d'Hisor a acompanyar-lo. Quan van arribar al ferry del riu Aubaj, que havia planejat finalment assolir la sobirania, va atacar a Baysunkur i el va matar (17 d'agost de 1499) matant també als seus fidels. Samarcanda en poder d'Ali Sultan, va caure en mans de Muhammad Shaybani Khan (1500) i definitivament a les del seu cosí Baber (1501).

## Família
Baysunkur no va deixar fills. Només va tenir una esposa, filla del seu oncle patern Sultan Khalil Mirza amb qui es va casar a Kunduz el 1497; tampoc no va tenir concubines.